# Koki Kamada
Koki Kamada, né le 13 mai 2004 à Izumi (Osaka), est un coureur cycliste japonais. Il est membre de l'équipe JCL Ukyo. 

## Biographie
Koki Kamada commence le cyclisme durant sa scolarité. Il a également pratiqué la course à pied, avant d'opter définitivement pour le vélo. Auteur de bonnes performances dans des compétitions lycéennes, il connait sa première expérience au niveau international en 2022, lorsqu'il représente son pays aux championnats du monde juniors. Il intègre ensuite l'équipe continentale du VC Fukuoka en 2023, tout en suivant des études à l'université Nihon. Sous ses nouvelles couleurs, il est sacré champion du Japon sur route chez les espoirs,.
En 2024, il change de maillot en rejoignant la formation JCL Ukyo. Avec cette structure, il participe à diverses compétitions professionnelles sur le territoire italien. Il devient par ailleurs champion du Japon du contre-la-montre espoirs. L'année suivante, il se distingue avec sa sélection nationale en terminant premier de la course en ligne et troisième du contre-la-montre des moins de 23 ans aux championnats d'Asie. Il s'adjuge aussi la médaille d'argent dans le contre-la-montre par équipes mixtes, en compagnie de plusieurs compatriotes.

## Palmarès et résultats

### Par année
- 2023
  -  Champion du Japon sur route espoirs
- 2024
  -  Champion du Japon du contre-la-montre espoirs
  - 2e du championnat du Japon sur route espoirs
- 2025
  -  Champion d'Asie sur route espoirs
  -  Médaillé d'argent du championnat d'Asie du contre-la-montre par équipes mixtes
  -  Médaillé de bronze du championnat d'Asie du contre-la-montre espoirs

### Classements mondiaux
| Année         | 2023 | 2024 |
| ------------- | ---- | ---- |
| UCI Asia Tour | 76e  | 60e  |